# Gyponana omani
Gyponana omani är en insektsart som beskrevs av Delong 1942. Gyponana omani ingår i släktet Gyponana och familjen dvärgstritar. Inga underarter finns listade i Catalogue of Life.